# Lycidas braccatus
Lycidas braccatus är en spindelart som först beskrevs av Koch L. 1881.  Lycidas braccatus ingår i släktet Lycidas och familjen hoppspindlar. Inga underarter finns listade i Catalogue of Life.